# Die Darbringung Christi im Tempel (Giovanni Bellini)

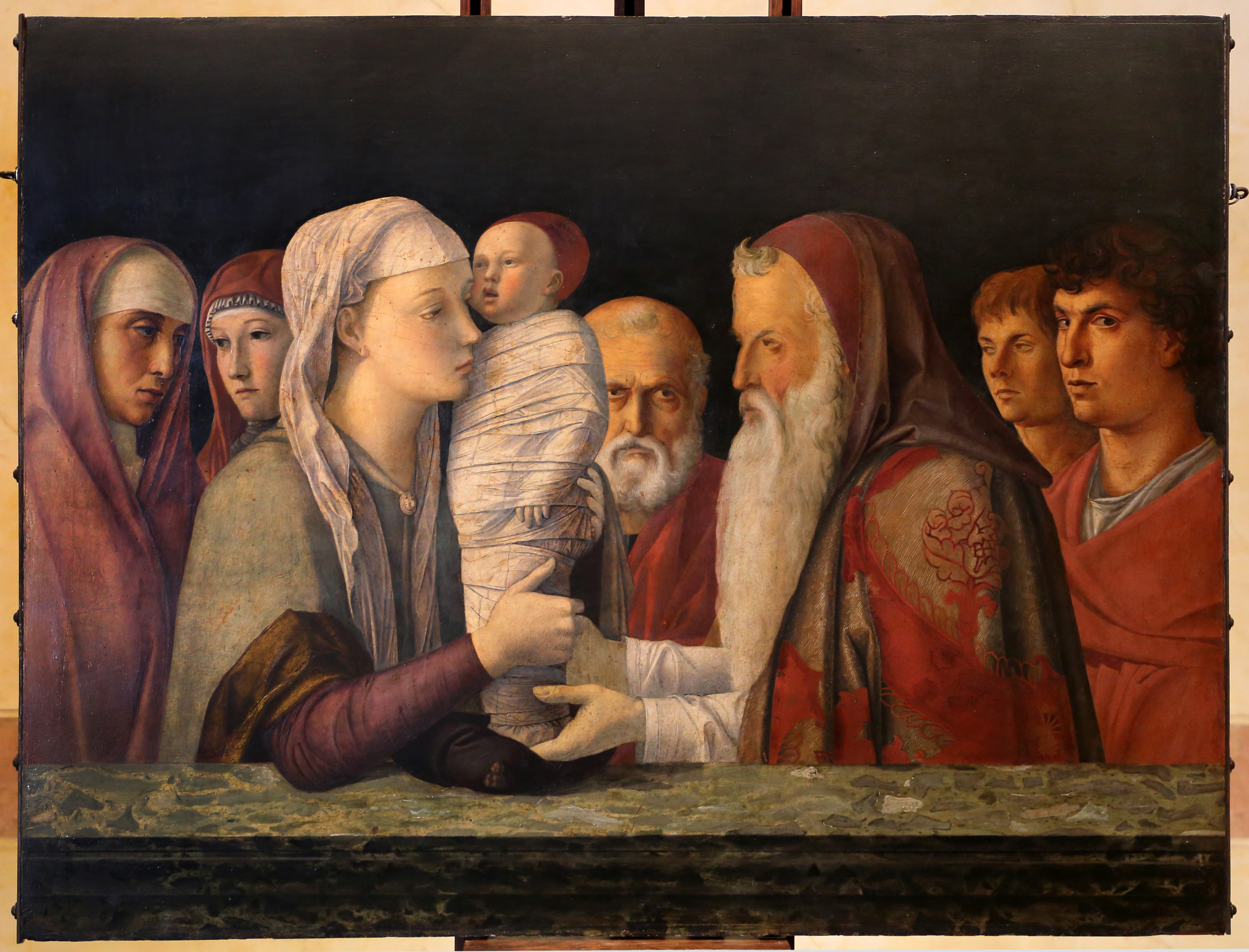
Giovanni Bellini: Presentazione di Gesù al tempio

Die Darbringung Christi im Tempel ist ein Gemälde des italienischen Malers Giovanni Bellini. Das Ölgemälde auf Holz mit einer Größe von 80 cm × 105 cm zeigt die Darstellung des Herrn und befindet sich in der Fondazione Querini Stampalia in Venedig. Die Datierung des Werkes ist ungewiss und wird zwischen 1450 und 1475 angesetzt. Es wird allgemein angenommen, dass Bellini die Komposition von seinem Schwager Andrea Mantegna übernahm, der seine  Darbringung Christi im Tempel  um 1454/1455 malte. Die Hauptfiguren und ihre Platzierung  gleichen sich, Bellinis fügte jedoch noch zwei Figuren hinzu. Bei beiden Werken ist unbekannt, ob sie im Auftrag entstanden und ob die Figuren, wie manchmal vermutet, Mitglieder ihrer Familie darstellen.
Die Darstellung des Herrn wird im Lukasevangelium beschrieben, wonach Jesus wie jeder erstgeborene Sohn 40 Tage nach der Geburt im Tempel präsentiert und mit einem Opfer ausgelöst wurde. Bei Bellinis bzw. Mantegnas Darbringung im Tempel, einem geläufigen Topos christlicher Kunst, könnte es auch sein, dass sie nicht eigentlich die Darstellung des Herrn (am 40. Tag nach der Geburt), sondern die Zeremonie der Beschneidung (am achten Tag nach der Geburt) darstellt.

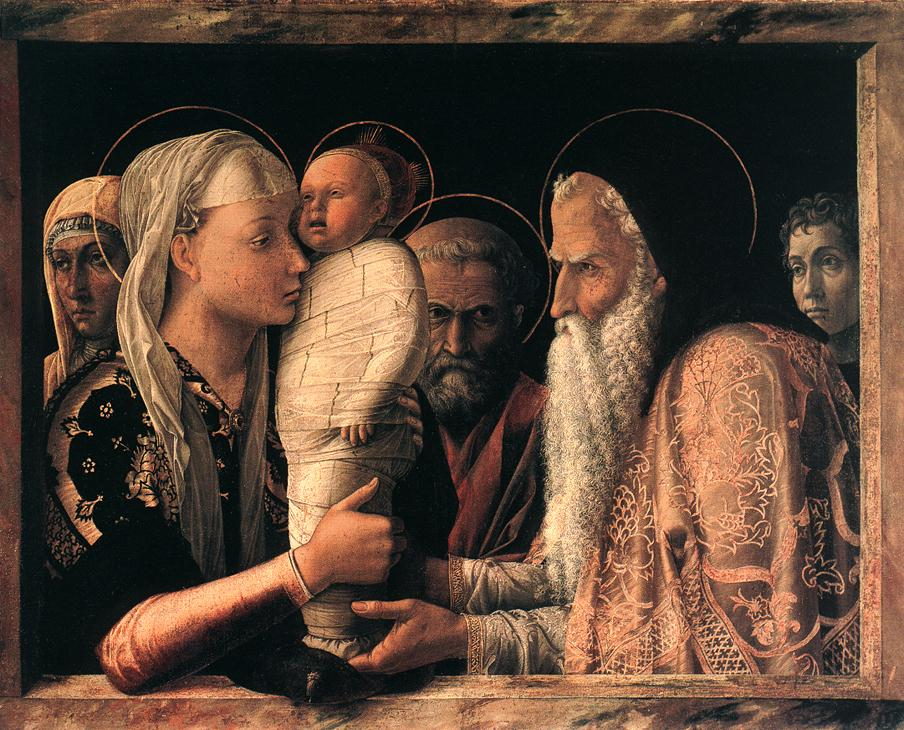
Andrea Mantegna: Darbringung Christi im Tempel

## Beschreibung und Stil
Bellinis Gemälde ist etwas größer als Mantegnas, aber der Maßstab der Halbfiguren identisch. Die Jungfrau Maria hält das Jesuskind, dessen Füße auf einem Kissen stehen, während der langbärtige Prophet Simeon im Begriff ist, das Kind entgegenzunehmen. Im Mittelpunkt befindet sich noch der heilige Josef, der nach Ansicht einiger Wissenschaftler ein Porträt von Bellinis Vater Jacopo sein könnte. An den Seiten fügte der Maler zwei weitere Figuren hinzu. Die beiden Männer auf der rechten Seite werden als das Selbstporträt des Autors (der den Betrachter ansieht) sowie das Porträt seines Bruders Gentile identifiziert, während die Frauen auf der linken Seite seine Ehefrau Ginevra Bocheta (oder seine Schwester Nicolosia) mit ihrer Mutter Anna sein könnten.
Das Bild seines Schwagers Mantegna ist von einem Rahmen umschlossen, den Bellini durch eine tiefe Brüstung ersetzte, wodurch seine Darstellung weniger konzentriert, dafür mehr erzählend wirkt. Mantegna richtet das Bildlicht auf die Hauptfiguren Christus, Maria und Simeon, während Bellinis Figuren gleichmäßig ausgeleuchtet sind.
Marias Kopfschmuck ist weiß und ihr Kleid ist weniger kostbar als in seinem Gemälde Die Beschneidung Christi. Das kleine Loch in Marias langem Ohrläppchen, das zum Tragen eines Ohrrings gedacht ist, wird nicht nur als Zeichen jüdischer Identität interpretiert, da nur jüdische Frauen vor dem 15. Jahrhundert Ohrringe trugen, sondern der von Maria getragene Ohrring hat auch in der christlichen Kunst verschiedene Bedeutungen. Neben ihrer jüdischen Identität zeigt es ihre orientalische Herkunft und interpretiert ihre Person als Kirche (Mater Ecclesia), wie von Bernhard von Clairvaux angegeben. Der rote Kopfschmuck der beiden Frauen wird den sephardischen (d. h. spanischen) Juden in Venedig zugeschrieben, woher Bellinis christliche Familie stammte. Daher ist die Interpretation der roten Farbe nicht klar, weil christliche Frauen Rot trugen. Die Darstellung im Tempel zeigt also eine enge Beziehung zwischen den Gläubigen und den in der Szene gezeigten Personen.

## Sonstiges
Von Bellini existiert noch eine weitere Darbringung Christi im Tempel im Kunsthistorischen Museum Wien.

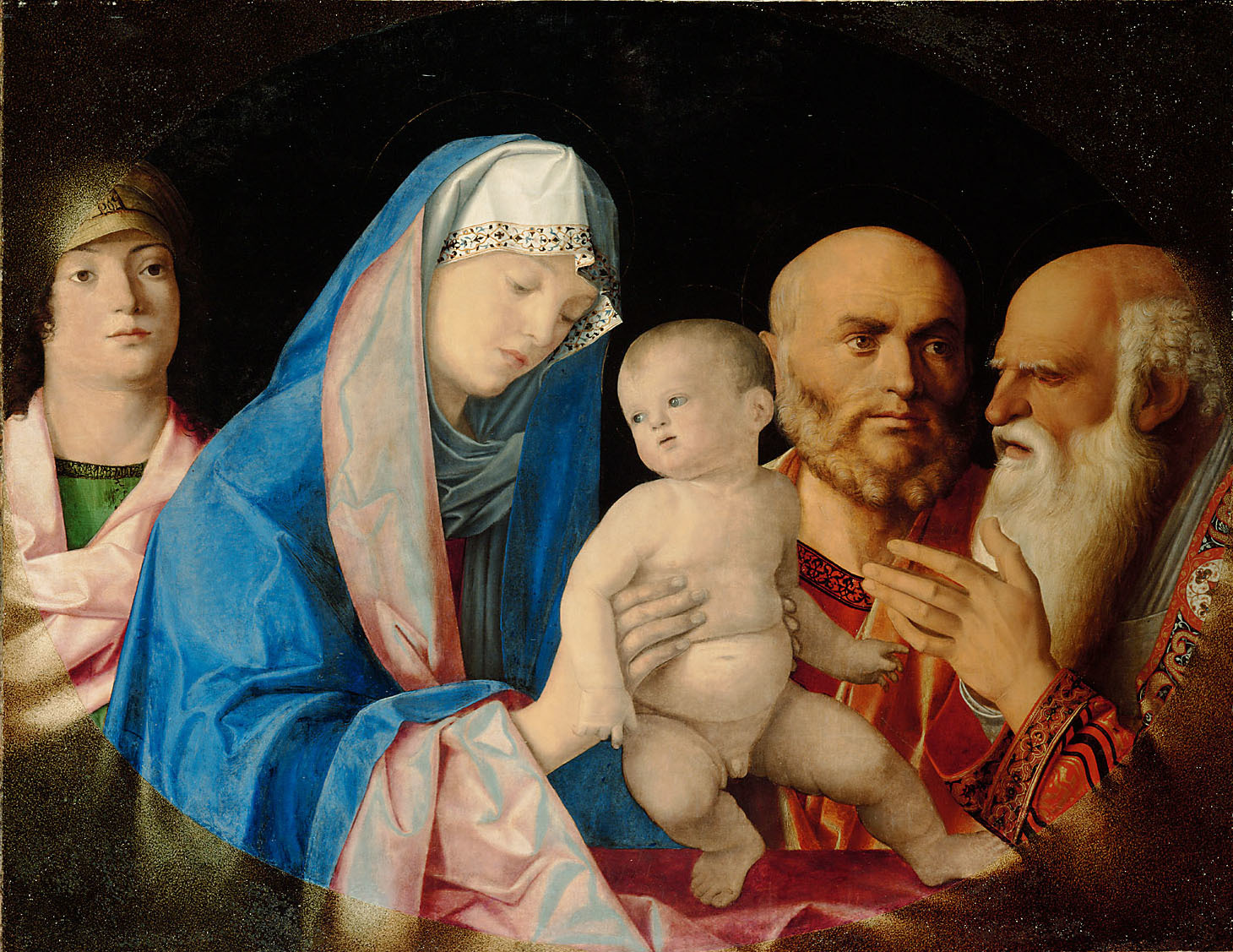
Giovanni Bellini, Darbringung Christi im Tempel, Kunsthistorisches Museum, GG 117